# Die Junggesellen
Die Junggesellen ist ein französischer Mittellangfilm von Elie Girard aus dem Jahr 2020.

## Handlung
Février – l’annonce / Februar – Die Neuigkeit: Cyprien, Guillaume und Victor sind seit der Schulzeit eng befreundet. Sie treffen sich jeden Freitag im Imbiss Les Milles et Une Nuit. Eines Tages eröffnet Victor seinen Freunden, dass er mit seiner Freundin Nora ein Kind erwartet. Cyprien und Guillaume gratulieren ihm.
Avril – la crémaillère du cousin de Victor / April – Die Einweihungsparty von Victors Cousin: Die drei Freunde wollen sich in ihrem Stammimbiss treffen, um gemeinsam auf die Einweihungsfeier von Victors Cousin zu gehen. Victor erscheint nicht und Cyprien und Guillaume wollen nicht ohne ihn gehen, da sie auf der Feier niemanden sonst kennen. Guillaume erzählt Cyprien, dass er am Morgen mit Victor und Nora beim Ultraschall dabei gewesen sei und gesehen habe, dass beide einen Sohn erwarten. Das Paar selbst will das Geschlecht des Kindes nicht vor der Geburt wissen. Cyprien ist zunächst irritiert und dann deprimiert und fühlt sich ausgeschlossen. Sie brechen zu Victors Cousin auf und Cyprien erzählt Guillaume, dass er den Abend zuvor ein Tinder-Date hatte, wobei die Frau sich als alleinstehende Mutter eines Kleinkindes entpuppte. Um die Spannung zu nehmen, behauptete Cyprien, ebenfalls Vater eines Kindes zu sein, musste die Lüge jedoch schnell eingestehen und wurde aus der Wohnung geworfen. Vor Guillaume meint er, dass er tatsächlich einen dreijährigen Sohn habe – das unsichtbare Kind, das er und seine große Liebe Madeleine nie hatten, das er sich aber mit ihr gewünscht hatte. Cyprien und Madeleine haben sich vor einiger Zeit getrennt. Cyprien ist die Lust auf eine Einweihungsfeier vergangen und auch Guillaume geht nach Hause.
Juin – le match 5 des finales NBA / Juni – NBA-Finale, Spiel 5: Die Freunde wollen sich das 5. Spiel der NBA-Finals ansehen, wobei die Golden State Warriors gegen die Toronto Raptors antreten. Victor jedoch erscheint nicht, weil er außerplanmäßig für Nora in die Apotheke fahren musste. Cyprien hat sich einen Bart wachsen lassen und Guillaume ist überrascht, hat er ihn doch eine Weile nicht gesehen. Cyprien gibt zunächst vor, eine Woche wandern gewesen zu sein, gesteht dann jedoch, ein soziales Experiment durchgeführt zu haben: Er habe sich in seine Wohnung zurückgezogen und sei weder ans Telefon noch ins Internet gegangen, um zu sehen, wann man ihn vermissen werde. Erst am elften Tag habe es an seiner Tür geklingelt: Vor der Tür stand Madeleine und beide sind so wieder zusammengekommen. Guillaume hat weniger Glück: Er versucht mit der früheren Klassenkameradin Claire Kadan zusammenzukommen, die er im April in einem Supermarkt wiedergesehen hatte, doch verschiebt sie ihr gemeinsames Date immer wieder.
Septembre – la réouverture du Nautilus / September – Die Wiedereröffnung des „Nautilus“: Das Treffen der drei Freunde im Milles et Une Nuit scheitert erneut, weil Victor unentschuldigt fehlt. Ahmed, der Inhaber, deutet an, den Imbiss schließen zu müssen, weil er zu wenig Kundschaft hat. Als Cyprien auf Guillaumes Handy neue Musik spielen will, erhält Guillaume eine Nachricht von Claire Kadan, in der sie ihn auffordert, sie endlich in Ruhe zu lassen. Guillaume ist wütend, dass Cyprien die Nachricht gelesen hat, erlaubt ihm jedoch, den gesamten Chatverlauf zu lesen. Cyprien liest die Nachrichten laut vor und kommentiert sie. Es wird deutlich, dass Claire Guillaume seit April zurückgewiesen hat, Guillaume aber nicht lockerließ. Als der Chatverlauf immer stalkerhaftere Züge annimmt, will Guillaume Cyprien das Handy entreißen und es kommt zur Rangelei. Eine Nachricht an beide lässt sie aufhören: Victors und Noras Tochter Simone ist als Frühchen auf die Welt gekommen und wohlauf. Das Paar kann es nicht warten, ihnen die Tochter zu zeigen. Cyprien und Guillaume versöhnen sich; Cyprien gesteht ihm, dass er sich endgültig von Madeleine getrennt hat. Beide gehen noch im Morgengrauen zum Krankenhaus, um Simone zu begrüßen.

## Produktion
Die Junggesellen war der erste Kurzfilm, den Kameramann Elie Girard als Regisseur umsetzte. Die Geschichte entstand zunächst als mehrteiliges Radiospiel für France Culture, wobei statt drei insgesamt fünf Freunde agierten. Das Radiospiel wurde jedoch von Radio France nie realisiert. Die Szene, in der die Freunde gleichzeitig die Nachricht der Geburt als Textnachricht erhalten, bewog Girard dazu, das Radiospiel als Film umzuschreiben, da die Szene nur im Film wirken konnte. Für weitere Szenen des Films ließ sich Girard von seinem eigenen Leben und von seinem Umfeld inspirieren. Die Dreharbeiten fanden zehn Tage lang im Oktober 2019 in Nancy statt. Hauptdrehort war dabei der kleine Teesalon Les Milles et Une Nuit auf der 82 Rue Saint-Nicolas. Das 5. Spiel des NBA-Finales 2019 zwischen den Golden State Warriors und den Toronto Raptors fand am 10. Juni 2019 statt. Der Erzähler des Films ist Antoine Reinartz.
Die Junggesellen lief im November 2020 auf dem spanischen Festival La Cabina – Festival Internacional de Mediometrajes und war Anfang 2021 auch auf dem Festival du Court-Métrage de Clermont-Ferrand zu sehen. ARTE zeigte den Film am 31. Januar 2021 erstmals im deutschen Fernsehen.

## Auszeichnungen
Auf dem Festival du Court-Métrage de Clermont-Ferrand gewann der Film 2021 den Prix de la presse Télérama. Die Junggesellen wurde 2022 mit dem César in der Kategorie Bester Kurzfilm ausgezeichnet.